# Christiane Schuchard
Christiane Schuchard (* 1955 in Gießen) ist eine deutsche Historikerin und Archivarin.

## Leben und Wirken
Nach dem Studium der Geschichte und der Romanistik an der Justus-Liebig-Universität Gießen legte sie dort 1979 das Erste Staatsexamen für das Lehramt an Gymnasien ab und wurde 1984 promoviert. Von 1980 bis 1982 war sie Stipendiatin und von 1992 bis 1995 Wissenschaftliche Mitarbeiterin des Istituto Storico Germanico di Roma. Nach dem Archivreferendariat (1983–1985) in Berlin und Marburg war sie bis 2020 am Landesarchiv Berlin tätig, von 2010 bis 2020 unter anderem als Redakteurin des Jahrbuchs für die Geschichte Mittel- und Ostdeutschlands. Sie ist Mitglied der Historischen Kommission zu Berlin e.V.

## Schriften (Auswahl)
- Die Deutschen an der päpstlichen Kurie im späten Mittelalter (1378–1447). Tübingen 1987, ISBN 3-484-82065-9.
- Die päpstlichen Kollektoren im späten Mittelalter. Tübingen 2000, ISBN 3-484-82091-8.
- mit Knut Schulz (Hrsg.): Thomas Giese aus Lübeck und sein römisches Notizbuch der Jahre 1507 bis 1526. Lübeck 2003, ISBN 3-7950-0477-2.
- mit Knut Schulz: Handwerker deutscher Herkunft und ihre Bruderschaften im Rom der Renaissance. Darstellung und ausgewählte Quellen. Wien 2005, ISBN 3-451-26719-5.
- (Bearb.) Die brandenburgischen Kirchenvisitations-Abschiede und ‑Register des XVI. und XVII. Jahrhunderts. Band 4: Die Mittelmark, hrsg. von der Historischen Kommission zu Berlin (= Veröffentlichungen der Historischen Kommission zu Berlin. Band 109), Berlin/Boston 2019–2023.